# Soussans
Soussans – miejscowość i gmina we Francji, w regionie Nowa Akwitania, w departamencie Żyronda.
Według danych na rok 1990 gminę zamieszkiwały 1352 osoby, a gęstość zaludnienia wynosiła 100 osób/km² (wśród 2290 gmin Akwitanii Soussans plasuje się na 313. miejscu pod względem liczby ludności, natomiast pod względem powierzchni na miejscu 850.).
Obszar gminy jest częścią apelacji winiarskiej AOC Margaux.